# ジャン＝バティスト・コルベール

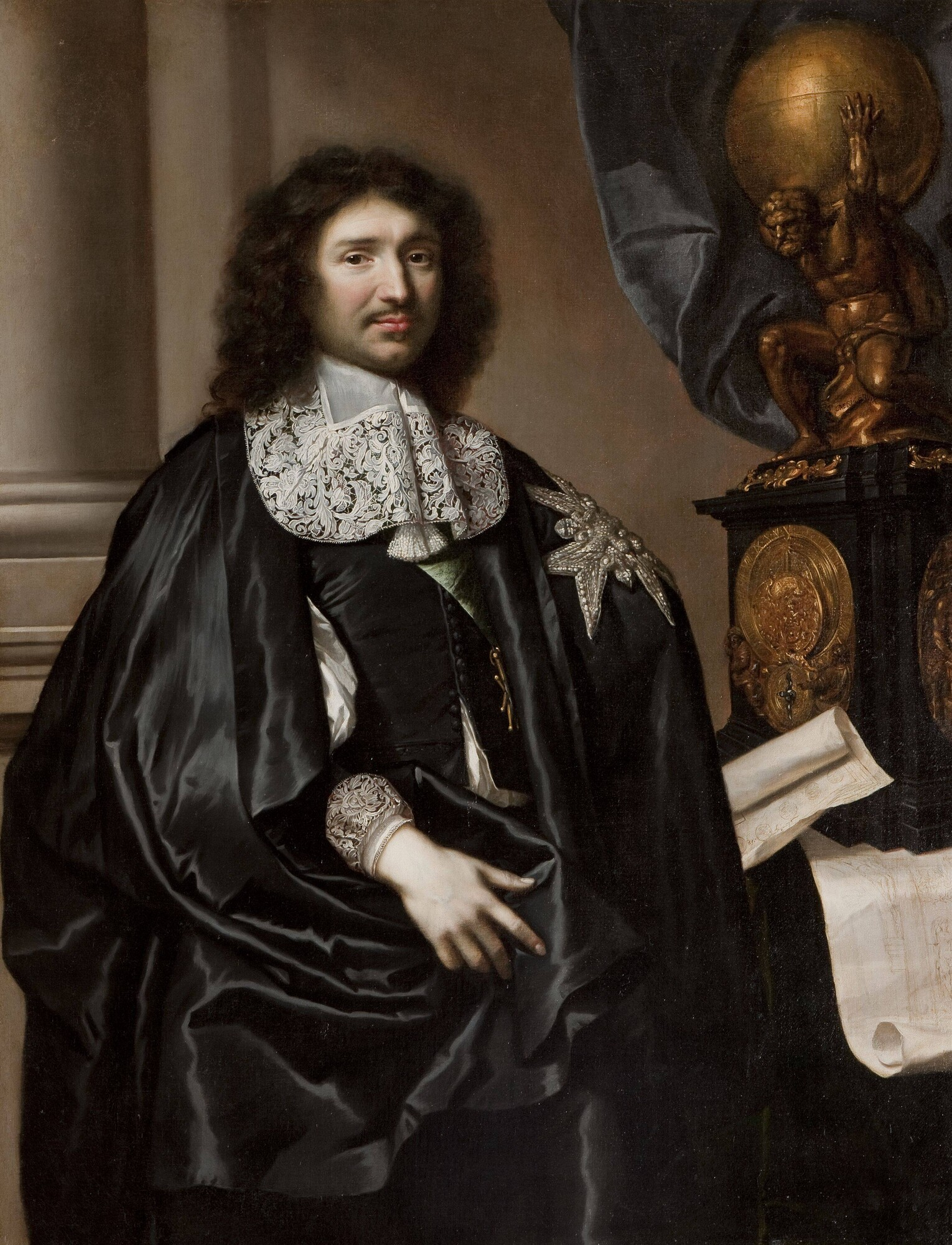
コルベール

ジャン＝バティスト・コルベール（Jean-Baptiste Colbert, 1619年8月29日 - 1683年9月6日）は、17世紀のブルボン朝フランスの政治家。ルイ14世の財務総監（現在の大蔵大臣・財務大臣に相当するが、｢省｣レベルの規模の官庁を必ずしも指揮下に置かない）を長年務めた。
「国債は厄介者で、金利生活者はパラサイトである」と述べ、1661年と1664年に債務の元利をざっくりカットした。債権者側とおぼしき者に容赦なく罰金を課して、債券や担保を請負人に徴収させた。法定金利の引き下げ（5.56％から5％へ）も行っている。

## 生涯
1619年、ランスに、スコットランド系の家柄と伝えられるラシャ商人の家に生まれる。20歳の頃から政府関係で働き始め陸軍大臣ミシェル・ル・テリエに仕え、1648年にマリー・シャロンと結婚して莫大な持参金を獲得した。同年、フロンドの乱が勃発し、ルイ14世が国外に一時脱出。1651年からルイ14世の宰相ジュール・マザランに仕え財政管理を任され、1661年にマザランが死去するとルイ14世親政下の財務担当となり、財務卿ニコラ・フーケの失脚によって実権を掌握。
1664年に財務総監に就任すると以後20年以上にわたってフランス絶対主義時代の財務を担当、陸軍大臣ミシェル・ル・テリエ、外務大臣ユーグ・ド・リオンヌと並ぶルイ14世の側近となった。1669年に海軍大臣も兼任しミシェル・ル・テリエの息子で陸軍大臣フランソワ＝ミシェル・ル・テリエ（ルーヴォワ侯）と対立した。対抗のため一族を重要なポストに就かせて派閥を結成、弟シャルルはクロワシー侯爵に叙爵、1679年に外務大臣に就任した。甥のニコラ・デマレも財務府に勤務させ、自らも海軍大臣の他に建築総監など様々な役職を兼任して内政の重要な役割を担うようになっていった。
コルベールはフーケの失脚後から財政再建に取り掛かり、政府と癒着していた金融業者を摘発、赤字解消に尽くした。1681年に煩雑な間接税を整理して特定の個人の一括請負契約とする徴税請負制を確立、直接税の軽減に繋げた。しかし、これだけでは不足のため重商主義的な観点から金銀の保有を重視、国家主導で様々な工業を興すことを計画した。外国からの労働者の移入を禁じたり輸入品への関税を重くするなど保護主義的な政策を採り、反対に産業の発達と輸出を奨励、パリのゴブラン工場を始めマニュファクチュアの設立・保護や外国人技術者の招聘と技術の発達、国内の道路整備・運河開拓とタペストリー・ガラス・織物・陶磁器など奢侈物の製造に力を尽くした。
一方でフランス東インド会社（Compagnie française des Indes orientales、1664年）だけでなく、フランス西インド会社（Compagnie française des Indes occidentales、1664年）・ルヴァン会社（Compagnie du Levant、1670年）・セネガル会社（Compagnie du Sénégal、1673年）・北方会社などの勅許会社を設立してフランス市場開拓及び植民政策を推進。17世紀前半に発見され、細々と植民拠点が維持されていたケベック（フランス領カナダ）に初めて大規模な植民団を派遣し、フランス領ルイジアナにも植民を促した。貿易船の防衛のため海軍の強化も行った。こうした一連の政策はコルベルティスム（Colbertisme）と後年呼び習わされる様になる。
重商主義政策の一環として、商事王令（1673年）を制定した。この勅令は、起草の中心人物であるジャック・サヴァリの名を取ってサヴァリ法典とも呼ばれる。商事王令は世界初の成文法の商法ともいわれており、近代的な商法の原型となり、その後の商法で商業帳簿が制度化された。
パリ天文台やガルニエ宮・科学アカデミー（現在のフランス学士院）の設立にも関わり、シャルル・ペローやシャルル・ルブランなど文化人や科学者を援助するなど文化面でも影響を与えた。こうした施策はルイ14世のイメージ作りという面もあり、ルイ14世を称えるために彼をモデルとした芸術品の製作を奨励、彫刻、絵画が作られ、ルイ14世を芸術の庇護者とする評判の喧伝に尽くし、フランス文化の向上・発展にも繋がった。
財務総監時代に早朝5時半から勤勉かつ貪欲に執務をこなし、宮廷においては「大理石の人」と渾名された。またルイ14世の寵妃ルイーズ・ド・ラ・ヴァリエールが1671年に修道院に出奔した際には、彼女の説得役を買って出て宮廷へ連れ帰ることに成功している。
1683年、64歳で死去。同名の息子ジャン＝バティスト・コルベールはセニュレー侯に叙爵、父と同じく海軍大臣に就任した。また、やはり同名の甥ジャンはトルシー侯に叙爵、外務大臣としてルイ14世に仕えた。